# 魔王の始め方
『魔王の始め方』（まおうのはじめかた）は笑うヤカンによる日本の小説（ジュブナイルポルノ）。

## 概要
小説家になろうのR18部門『ノクターンノベルズ』にて2011年9月から連載が開始し、11月にいったん連載が終了。2013年には新堂アラタより贈られたファンアート記念に短編を公開したが、それ以後特に音沙汰はなかった。
しかし、2014年末頃にビギニングノベルズ（キルタイムコミュニケーション）から書籍化されることが発表、イラストは上記の縁から新堂アラタがイラストレーターを担当した。
当時のWeb掲載分が書籍化された後、第二期として2016年4月から続編のWeb連載が開始され、2019年9月に完結した。第二期も順次書籍化され、2020年7月に第二期最終巻となる7巻が発売されている。また、それに合わせて第三期のWeb連載が開始された。
外伝として第一期のその後を舞台にした『魔王の過ごし方』が存在するが、現在では第二期以降の展開とは矛盾したパラレル展開となっている。こちらはコメディ色の強い短編集となっており、ダンジョンでの日常やオウルの娘たちを主役にした話等が連載されていた。
メディアミックスとして、2015年2月より小宮利公によるコミカライズが『コミックヴァルキリー』で連載されている。またDMM.R18（現・FANZA）にてブラウザゲーム化され、2017年7月11日よりサービス開始されるも、2019年1月31日にサービス終了した。
2019年1月時点でシリーズ累計発行部数は50万部を突破している。

## あらすじ
人間不信の老魔術師オウルは、地下から大量の魔力が溜まる場所、龍脈を発掘し無限に近い魔力を得ることに成功する。手始めに若返りサキュバスのリルを召喚すると、己の右腕としてダンジョン作りを進める。
その傍らで、オウルを討伐にやってきた英雄ユニス、生贄として送られてきた幼い少女マリー、半身を火傷で覆われた娘スピナ、黒アールヴのエレンやレッサーデーモンのローガン、手練れの冒険者アラン遊撃隊などを洗脳、懐柔、交渉などを通して仲間にしていき、戦力を増やしたオウルは近隣の村々や街を占領していく。
そうするうちにフィグリア王国の軍師キャス、大国グランディエラの英雄王ウォルフディール、神聖国家ラファニスの大聖女メリザンドといった敵を下し、ついに彼は大陸を支配する魔王となる。

## 登場人物

### ダンジョンの住人
オウル
主人公。フルネームはアイン・ソフ・オウル。魔王。83歳。魔術で若返っており、見た目は20歳前後に見える。用心深く慎重な合理主義者。口癖は「人は必ず裏切る」。
リル
サキュバス。真名はリルシャーナ。ずぼらでいい加減なところがあるが、悪魔にしては気さくで面倒見がよく、何かとオウルにこき使われては貧乏くじを引いている。オウルにダンジョン補佐として召喚され、以来片腕として働いている。スピナが裏切った際に肉体の大部分を失い、オウルの魔力で補完したことにより前世の記憶を取り戻し、オウルの師、ラズの生まれ変わりであることが発覚する。それ以降は魔道具の開発も得意とするようになる。
ユニス
英雄。正義感の強い真っ直ぐな少女。「英雄の星」の元に生まれており、若くして剣の達人であり、魔術も扱う。「邪悪なる魔術師」オウルを討伐に来たところ、逆に撃退され、洗脳されてオウルに愛を誓う。兄ザイトリードとの戦いに破れて洗脳を解かれるも、オウルへの愛は変わらずザイトリードに殺害される。死後英霊となってからはオウルの敵として呼び出されるものの、生前に誓ったゲッシュによってオウルの元へと帰還する。英霊としての能力は『自由自在の転移』。
スピナ
魔女。本名はソフィリシア。寡黙で冷酷な鉄面皮。半身に負った大火傷のせいでオウルへの生贄には相応しくないとされていたが、その心根を見抜いたオウルによって火傷を治され、以後弟子となってスピナを名乗る。オウルに心酔しており、オウルのためであれば自分自身の命さえ厭わぬ性格。スライム作りの天賦の才を持ち、オウルが神聖国家ラファニスに挑もうとしたときには自分自身の身体をスライムと化して止めようとしたが、前世の記憶を取り戻したリルに阻止される。
マリー
幼女。天真爛漫で自由奔放な幼い女の子。特に役立てるような技術も知識ももっていないが、ローガンを従わせるのに一役買っている。二期以降では成長した姿となり、ヒロインとして活躍する。
ローガン
レッサーデーモン。幼女の血や魂に目がないロリコン。マリーの血に釣られてオウルに半ば騙され、不利な条件で契約してしまう。恐ろしい外見の割にノリが軽いコメディリリーフ。
エレン
黒アールヴの長。竹を割ったような性格の武人で、弓の達人。自分の仲間を殺した白アールヴへの復讐を手伝う事と引き換えに、オウルに手を貸す。復讐相手のセレスとは当初険悪だったが、共にオウルの部下となったことで和解に至る。
ミオ
牧場の娘。生贄としてオウルのダンジョンにやってきたごく普通の村娘。控えめでおとなしい性格だが、家畜の扱いになると厳しい。オウルにその家畜の扱いを見込まれ獣の世話をするうちに、竜や魔獣をも操る『獣の魔王』と呼ばれるまでに成長する。
ナジャ
『アラン遊撃隊』の一人。剣士。生真面目で一本気な性格。催眠と幻術によって洗脳され、オウルを愛していると錯誤させられる。
シャル
『アラン遊撃隊』の一人。僧侶。温和で心優しい性格だったが、快楽によって籠絡されオウルの男性器を信仰する色情狂にされる。
ウィキア
『アラン遊撃隊』の一人。魔術師。沈着冷静で寡黙。仲間の魂を賭けたオウルとの勝負に負け、魂を支配される。
ノーム
ダンジョン入り口にできた街で商いを始めた商人。一介の冒険者と偽り街を訪れたオウルの正体を見抜き、商取引を行う。
ファロ
クドゥクの盗賊。一介の冒険者と偽ったオウルと共にダンジョンを探索する盗賊役として雇われ、探索終了とともに部下として籠絡される。
セレス
白アールヴの姫。エレンにとっての仇。森ごと焼き討ちをされた上にミオの操るゴルゴンに轢かれ、捕らえられる。その後オウルの調教は耐えきったものの、恋人のイーヴァンの方はサキュバスの性技に堕ちていることに絶望し、オウルの配下に加わる。

### ダンジョン外の登場人物
ザイトリード
鉛の英雄。ユニスの兄。あらゆる魔術を無効化する『鉛』の能力を持つ。洗脳が解けてなおオウルを殺そうとしなかったユニスを心ならずも殺し、更にオウルの奸計によって自身の妻をも手にかけるも、その心の隙を突かれ『鉛』の能力を自ら手放してしまい、リルに殺される。英霊として呼ばれてからは『鉛』として、己自身だけではなく周囲の魔術全てを無効化出来る能力を得る。
ウォルフディール
英雄王。ユニスの父。作中でも屈指の実力を持つ王の中の王、英雄の中の英雄。オウルがけしかけた古竜メトゥスと相打ちになって倒れるも、その結果に満足しながらオウルに国と娘の事を託し死んでいく。英霊として呼ばれてからは『竜殺し』として、あらゆる竜種を問答無用で即死させる能力を得る。
メリザンド
神聖国家ラファニスの影の大聖女。見た目は5 - 6歳だが不死の呪いを受けており、数千年を生きている。

## 既刊一覧

### 小説
- 笑うヤカン（著）・新堂アラタ（イラスト） 『魔王の始め方』 キルタイムコミュニケーション〈ビギニングノベルズ〉、既刊8巻（2023年12月13日現在）
  1. 2015年2月3日発売[5]、ISBN 978-4-79920-680-5
  2. 2015年6月12日発売[5]、ISBN 978-4-79920-751-2
  3. 2015年10月30日発売[5]、ISBN 978-4-79920-803-8
  4. 2016年6月30日発売[5]、ISBN 978-4-79920-909-7
  5. 2017年4月28日発売[5]、ISBN 978-4-79921-022-2
    - （小冊子付き限定版）2017年4月26日発売、ISBN 978-4-79921-209-7

  6. 2018年5月29日発売[5]、ISBN 978-4-79921-135-9
    - （マイクロファイバークロス＋小冊子付特装版）2018年5月25日発売、ISBN 978-4-79921-209-7

  7. 2020年7月29日発売[5]、ISBN 978-4-79921-376-6
  8. 2023年12月13日発売[5]、ISBN 978-4-7992-1849-5

### 漫画
- 笑うヤカン（原作）・新堂アラタ（キャラクター原案）・小宮利公（作画） 『魔王の始め方 THE COMIC』 キルタイムコミュニケーション〈ヴァルキリーコミックス〉、既刊10巻（2024年11月8日現在）
  1. 2015年9月26日発売[6]、ISBN 978-4-79920-799-4
  2. 2016年6月30日発売[6]、ISBN 978-4-79920-919-6
  3. 2017年4月28日発売[6]、ISBN 978-4-79921-030-7
    - （アクリルフィギュア付限定版）2017年4月21日発売[6]、ISBN 978-4-7992-1029-1

  4. 2018年2月28日発売[6]、ISBN 978-4-79921-125-0
    - （アクリルフィギュア付限定版）2018年2月21日発売[6]、ISBN 978-4-7992-1113-7

  5. 2019年1月31日発売[6]、ISBN 978-4-79921-210-3
    - （アクリルフィギュア付限定版）2019年1月24日発売[6]、ISBN 978-4-7992-1209-7

  6. 2019年12月19日発売[6]、ISBN 978-4-79921-324-7
  7. 2020年12月24日発売[6]、ISBN 978-4-79921-434-3
  8. 2022年6月8日発売[6]、ISBN 978-4-79921-647-7
  9. 2023年7月7日発売[6]、ISBN 978-4-79921-789-4
  10. 2024年11月8日発売[6]、ISBN 978-4-7992-1977-5

## ブラウザゲーム
魔王の始め方オンライン
2017年1月31日、DMM.R18（現FANZA）にてブラウザゲーム化されることが発表された。
2017年7月11日よりサービス開始されたが、ゲームのシステムやキャラクター性能が他社の別ゲーム（Fate/Grand Order）と酷似していることが話題となり、ツイッターのトレンドにまで載ってしまった。その影響もあってか、開始8日後の7月19日より長期メンテナンスが行われ一旦停止となり、2017年11月28日より戦闘システムを一新し再開した。
2019年1月31日にサービス終了した。